# Јабланица (Ђаковица)
Јабланица (алб. Jabllanicë) је насељено место у општини Ђаковица, на Косову и Метохији. Према попису становништва из 2011. у насељу је живело 439 становника.

## Становништво
Према попису из 2011. године, Јабланица има следећи етнички састав становништва:
| Националност | 2011.        |
| Албанци      | 368 (83,83%) |
| Египћани     | 71 (16,17%)  |
| Укупно       | 439          |

| Демографија | Демографија | Демографија |
| Година      | Становника  | Становника  |
| ----------- | ----------- | ----------- |
| 1948.       | 326         |             |
| 1953.       | 392         |             |
| 1961.       | 447         |             |
| 1971.       | 555         |             |
| 1981.       | 665         |             |
| 1991.       | 694         |             |
| 2011.       | 439         |             |